# Asarkina clara
Asarkina clara är en tvåvingeart som beskrevs av Hull 1941. Asarkina clara ingår i släktet Asarkina och familjen blomflugor.
Artens utbredningsområde är Madagaskar. Inga underarter finns listade i Catalogue of Life.